# Jonas Wohlfarth-Bottermann
Jonas Wohlfarth-Bottermann (Bonn, 20 de febrero de 1990) es un jugador alemán de baloncesto. Mide 2,08 metros de altura y ocupa la posición de Pívot. Pertenece a la plantilla del MHP Riesen Ludwigsburg de la BBL alemana.

## Carrera profesional
A principios de la temporada 2009-2010 jugaba en el Dragons Rhöndorf cedido por Telekom Baskets Bonn, puesto que se había lesionado Christopher Rojik. Debido a su buen desempeño y a las buenas condiciones para su desarrollo fue cedido para la temporada 2010/2011 al mismo equipo. En el 2011 bajó de la 2.Basketball Bundesliga a la ProB con los Dragons. Telekom Baskets Bonn anunció que contaría con él para la temporada 2011-2012. Tras dos temporadas en Bonn, dejó el equipo y firmó en junio de 2013 por tres años con ALBA Berlin.
El 18 de julio de 2019 firmó por dos temporadas con el MHP Riesen Ludwigsburg.
El 10 de junio de 2022 fichó por el Hamburg Towers de la BBL alemana.
El 18 de junio de 2024 firmó con MHP Riesen Ludwigsburg de la Basketball Bundesliga para una segunda etapa en el club después de dos años.

### Otros logros
- Joven del Mes de enero de 2011 de la 2.Basketball Bundesliga

### Selección nacional
Participó en torneos júnior con Alemania Sub-18 y Sub-19, y participó en el Torneo Albert Schweitzer de 2008.
Debutó con la selección alemana absoluta en 2013.
[actualizar]
En septiembre de 2022 disputó con el combinado absoluto alemán el EuroBasket 2022, donde ganaron el bronce, al vencer en la final de consolación a Polonia.

## Estadísticas

### Euroliga
| Año       | Equipo | PJ | PT | MPP | %TC  | %3P  | %TL  | RPP | APP | ROB | TPP | PPP |
| --------- | ------ | -- | -- | --- | ---- | ---- | ---- | --- | --- | --- | --- | --- |
| 2014-2015 | ALBA   | 15 | 1  | 8.9 | .488 | .000 | .261 | 1.9 | .1  | .3  | .3  | 3.1 |
| Total     |        | 15 | 1  | 8.9 | .488 | .000 | .261 | 1.9 | .1  | .3  | .3  | 3.1 |